# Trần Thành Hưng
Trần Thành Hưng (sinh năm 1965 tại Quảng Ngãi) là tướng lĩnh Công an nhân dân Việt Nam, hàm Thiếu tướng. Ông hiện giữ chức vụ Bí thư Đảng ủy, Hiệu trưởng Trường Đại học Cảnh sát nhân dânBộ Công an, nguyên Phó Giám đốc Học viện Cảnh sát nhân dân.

## Sự nghiệp và quá trình công tác
Thiếu tướng Trần Thành Hưng (sn 1965, quê tỉnh Quảng Ngãi) có 38 năm công tác trong lực lượng công an nhân dân. Ông có trình độ Tiến sĩ, Cao cấp Lý luận chính, được phong hàm Phó Giáo sư năm 2016, Giáo sư năm 2023.
Ông từng đảm nhiệm chức vụ lãnh đạo khoa, phòng, phó hiệu trưởng trường đại học cảnh sát nhân dân. Từ tháng 12/2019 đến tháng 12/2020, ông đảm nhiệm chức vụ Hiệu trưởng Trường Đại học Cảnh sát nhân dân.
Tháng 12/2020, ông giữ chức vụ phó giám đốc học viện cảnh sát nhân dân và được thăng cấp hàm Thiếu tướng vào tháng 1/2021.
Tháng 3 năm 2021, khi đang giữ chức vụ Phó Giám đốc Học viện Cảnh sát nhân dân ông được Bộ trưởng Bộ Công an điều động giữ chức vụ Hiệu trưởng Trường Đại học Cảnh sát nhân dân.

## Lịch sử thụ cấp bậc hàm
| Năm thụ phong | –      | 2021        |
| ------------- | ------ | ----------- |
| Quân hàm      |        |             |
| Cấp bậc       | Đại tá | Thiếu tướng |

## Khen thưởng
- Huân chương Chiến sĩ vẻ vang hạng Nhất
- Huân chương Chiến sĩ vẻ vang hạng Nhì
- Huân chương Chiến sĩ vẻ vang hạng Ba v.v...